# Oluta (kommun)
Oluta är en kommun i Mexiko.   Den ligger i delstaten Veracruz, i den sydöstra delen av landet, 500 km öster om huvudstaden Mexico City.
Följande samhällen finns i Oluta:
- Oluta
- Tenejapa
- Correa
- Los Laureles
- Colonia Olmeca
- La Macaya